# روكي لونغ
روكي لونغ (بالإنجليزية: Rocky Long)‏ هو لاعب كرة قدم أمريكية ولاعب كرة القدم الكندية أمريكي، ولد في 27 يناير 1950 في بروفو في الولايات المتحدة.

## وصلات خارجية
- روكي لونغ على موقع قاعة نيو مكسيكو للمشاهير الرياضية (الإنجليزية)